# Heliopora coerulea
Блакитний корал (лат. Heliopora coerulea, або Хеліопора блакитна) — вид халіопорієвих (Helioporidae) восьмипроменевих коралів (Octocorallia). Поширені колоніями в Індо-Тихоокеанському регіоні. Виростають у висоту до півметра.